# Дерюгин, Дмитрий Андреевич
Дмитрий Андреевич Дерюгин (1797—1866) — потомственный дворянин, крупный землевладелец, родоначальник Псковской ветви рода Дерюгиных, известной яркой общественной и политической деятельностью.

## Биография
Дмитрий Дерюгин родился 9 ноября 1797 года в Валдайском уезде Воронежской губернии в дворянской семье помещика и отставного капитана Андрея Ефимовича Дерюгина и жены его Александры Тимофеевны.
В 1834 году Дерюгин был переведён из Воронежской губернии в Псковскую палату гражданского суда. Женат он был на Елене Ивановне и имели семерых детей. Овдовев, Дерюгин женился вторично на вдове почётного гражданина Настасье Федоровне Развозовой. В 1847 году вторая жена и все дети были записаны в 6-ю часть Псковской родословной книги (ранее Дерюгин был уже занесен в 6-ю часть дворянской родословной книги Петербургской губернии).
Имевший уже земли в Петербургской губернии с 200 душами крестьян, в 1850-х годах Дерюгин начал приобретать земли и в Псковском уезде, став владельцем деревень Корюшкино, Загорье, Зехново, Колосовка, и других. Колосовка стала родовым имением семьи и прославилась своим благоустройством и красотою. Дерюгины рассказывают, что Александр Пушкин навестил Колосовку и сиживал под старинным дубом. Действительно известно, что Пушкин был знаком Дерюгиным ещё в Санкт-Петербурге и на протяжении всей жизни был тесно связан с Псковским краем.
После ухода в отставку, Дерюгин принял участие в строительстве дороги Псков-Рига в 1854—1858 годах, взяв на себя ответственность за мощение части дороги, сооружении мостков, прокладке труб и других работ.

## Семья
Был женат на Елене Ивановне. Их дети:
- Александра Дмитриевна Дерюгина (1830—?)
- Мария Дмитриевна Дерюгина (1831—?)
- Иван Дмитриевич Дерюгин (1833—1897?), гласный уездного земского собрания, почетный мировой судья.
- Надежда Дмитриевна Дерюгина (1835—?)
- Аполинария Дмитриевна Дерюгина (1836—?)
- Михаил Дмитриевич Дерюгин (1839—1912), надворный советником, почтенный смотритель Псковского городского училища, гласный городской Думы, попечитель городского приходского училища, и земским начальник 4-го участка псковского уезда.
- Вера Дмитриевна Дерюгина (1840—?)

Овдовев, Дмитрий Андреевич женился вторично на вдове почетного гражданина Настасье Федоровне Развозовой.

## Земельные владения
Список владений Д. А. Дерюгина:

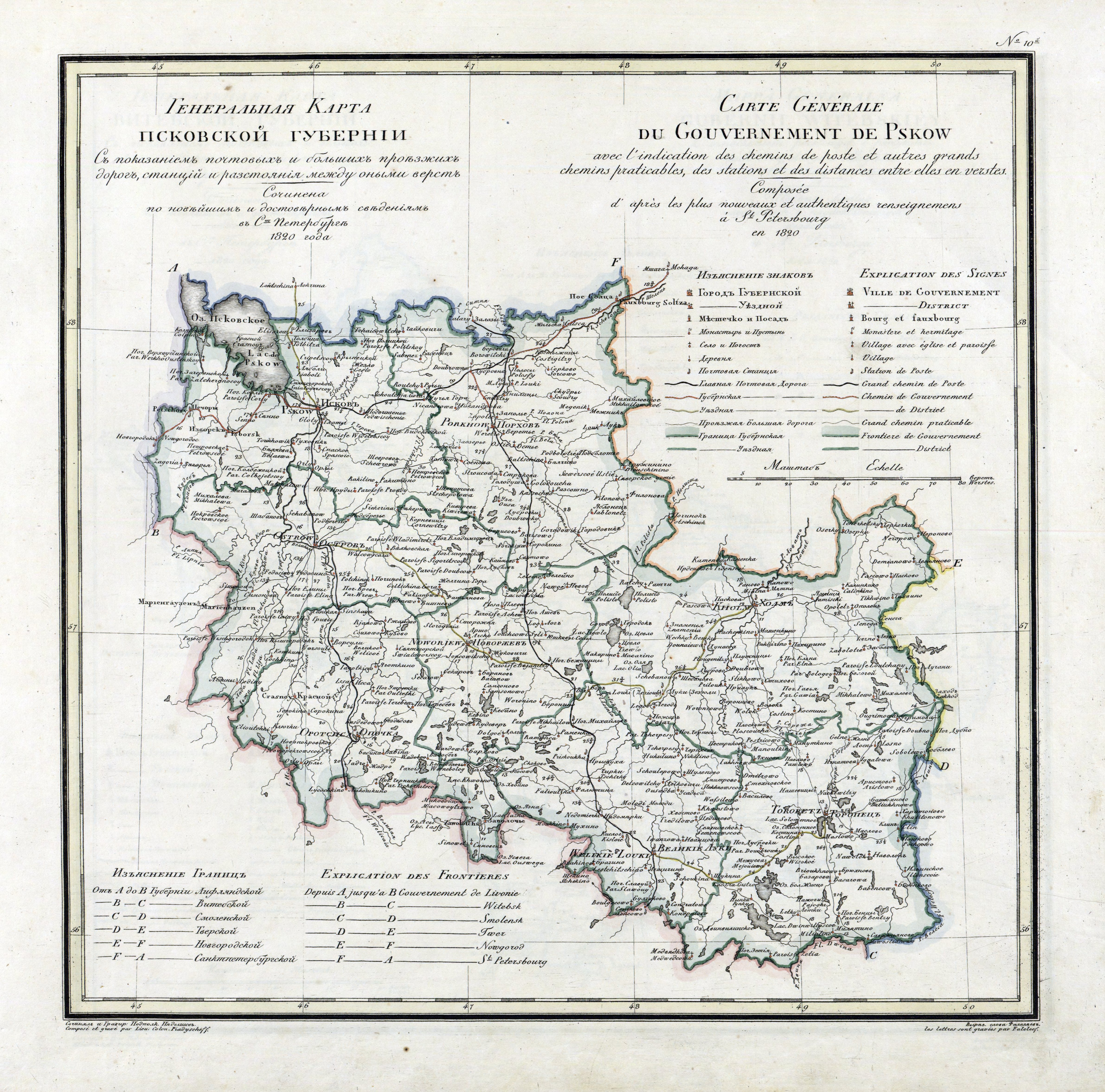
Карта административного деления Псковской губернии. 1820 год

- Колосовка — деревня в Печорском районе Псковской области, родовое имение ряду потомков Д. А. Дерюгина.
- Корюшкино — деревня в Псковской области.
- Велье — деревня в Печорском районе Псковской области.
- Зехново — деревня в Печорском районе Псковской области.
- Косыгино — деревня в Печорском районе Псковской области.
- Петровская — деревня в Псковском уезде Псковской области.
- Аксеново — деревня в Островском районе Псковской области.
- Гурушка — деревня в Островском районе Псковской области.
- Загорье — деревня в Островском районе Псковской области.
- Косталенка — деревня в Островском районе Псковской области.
- Красново — деревня в Островском районе Псковской области.
- Лаврово — деревня в Островском районе Псковской области.
- Самсонкова — деревня в Островском районе Псковской области.
- Скуратово — деревня в Островском районе Псковской области.
- Хоронево — деревня в Островском районе Псковской области.
- Шевелево — деревня в Островском районе Псковской области.